# Новак Віллен Захарович
Віллен Захарович Новак  (нар. 3 січня 1938, с. Глезне, Житомирська область, УРСР, СРСР) — радянський і український кінорежисер, актор. Народний артист України (1999). Член-кореспондент Національної академії мистецтв України (2002).

## Життєпис
Закінчив Київський кінотехнікум (1956) і Київський інститут театрального мистецтва ім. Карпенка-Карого (1971, майстерня Войтецького). Працював інспектором кінопрокату.
З 1971 р. — режисер Одеської кіностудії художніх фільмів. У пострадянський час працював також на інших студіях.
Роботи удостоєні нагород та премій ряду вітчизняних і зарубіжних кінофестивалів.
Член Національної Спілки кінематографістів України.

## Фільмографія
Поставив стрічки:
- «Ринг» (1973. Приз VI Всесоюзного кінофестивалю спортивних фільмів, Мінськ, 1976)
- «Червоні дипкур'єри» (1977. Приз XI Всесоюзного кінофестивалю, Єреван, 1978)
- «Камертон» (1979, т/ф, 2 с)
- «Вторгнення» (1980)
- «Третій вимір» (1981, т/ф, 3 а)
- «Дві версії одного зіткнення» (1985)
- «В Криму не завжди літо» (1987)
- «Гу-га» (1989)
- «Дике кохання» (1993, відео)
- «Принцеса на бобах» (1997, Гран-прі МКФ фільмів про кохання у Варні-97 (Болгарія). Приз кінофестивалю «Золотий вітязь» (1998.), за сценарієм Мареєвої)
- «Зупинка на вимогу» (2000, т/с, у співавт., Росія)
- «Особисте життя офіційних людей» (2003, 4 с.)
- «Стріляй, негайно!» (2008)
- «Чому я живий»[3] (2021) та ін.

Акторські роботи:
- «Ар-хі-ме-ди!» (1980, епізод)

## Відзнаки та нагороди
- Орден «За заслуги» III ст. (2004);[2]
- Відзнака Президента України — ювілейна медаль «20 років незалежності України» (2016).[4]